# Svojanov (hrad)
Svojanov (německy Fürstenberg) je částečně dochovaný hrad ve východním hraničním cípu Čech, poblíž zemské hranice s Moravou. Nachází se v sousedství městyse Svojanov v okrese Svitavy v Pardubickém kraji. Od roku 1964 je chráněn jako kulturní památka.

## Historie
Počátky hradu jsou nejasné. Pavel Bolina se jej pokusil spojit s písemně doloženým, ale nelokalizovaným hradem Zuzinov, který je připomínán k roku 1250, kdy měl být jeho kastelánem jakýsi Kuno, snad z rodu pánů z Kunštátu. Podle Boliny byl Svojanov založen krátce předtím v souvislosti se změnou průběhu obchodních tras v tzv. úsobrnské provincii. František Záruba jeho hypotézu spojení se Zuzinovem odmítl jako nepřesvědčivou a přiklonil se ke starší teorii o královském založení.
Roku 1265 založil král Přemysl Otakar II. nedaleké město Poličku a pravděpodobně spolu s ním i hrad Svojanov. Král mu dal i tehdy módní německé jméno Fürstenberg (tj. Knížecí hora), ale toto pojmenování se neujalo. Svojanov plnil účel strážní pevnosti a zajišťoval ochranu nad zemskou obchodní stezkou spojující Čechy s Moravou.
První písemná zmínka o hradu pochází z roku 1287, kdy patřil Závišovi z Falkenštejna. Kdy a jak Záviš hrad získal není jasné, ale snad to bylo v roce 1285, kdy mu král Václav II. daroval pozemky v okolní krajině. Po Závišově uvěznění v lednu 1289 hrad připadl panovníkovi.
Karel IV. v návrhu zákoníku Majestas Carolina zahrnul Svojanov mezi jedenáct hradů, které nesmějí být vyjmuty z majetku koruny, ale už jeho syn Zikmund za husitských válek zastavil hrad pánům z Boskovic.
Hrad prošel renesanční přestavbou, poničil ho požár a Švédové v rámci bojů třicetileté války. Po rozmachu železniční dopravy v 19. století upadl význam obchodní cesty, a tím i strategická výhoda hradu a celého kraje. V první polovině 19. století však byla přímo v areálu hradu provozována manufaktura na zpracování grafitu – vyráběla se zde grafitová keramika a především grafitová kamna a to minimálně do požáru v roce 1842. Od roku 1910 patřil městu Polička do roku 1945, a opět po restituci od roku 1992.
V roce 2011 byla na nádvoří objevena studna, zakrytá na začátku 20. století.

## Stavební podoba

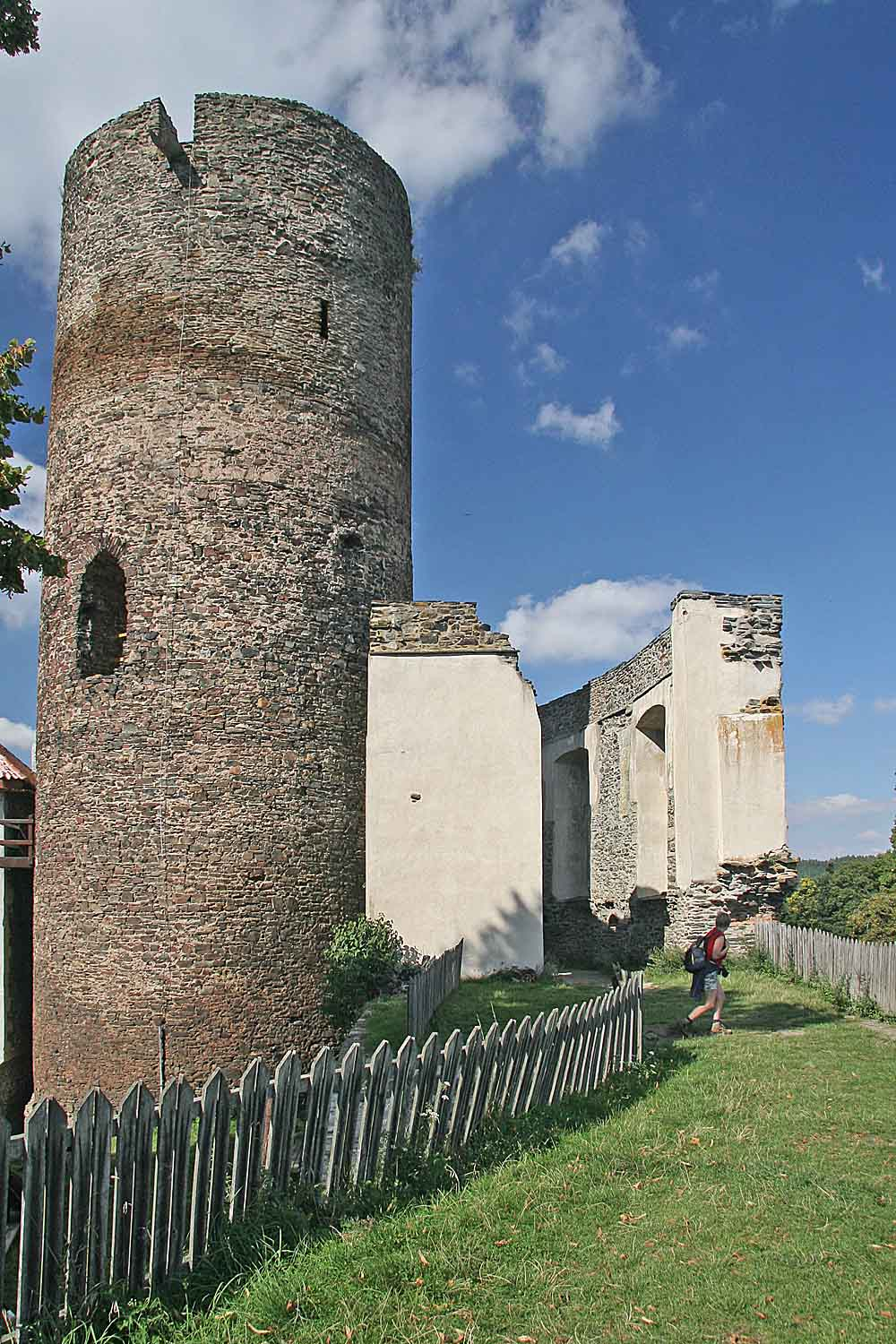
Bergfrit

Svojanov patří podle Tomáše Durdíka mezi menší panovníkem vybudované hrady, které se svou podobou blížily šlechtickým sídlům. Měl být založen jako hrad s plášťovou zdí, ale už během výstavby byl rozšířen o bergfrit a palác. Mohutná, až pět metrů silná, obvodová hradba je však až výsledkem pozdně gotických úprav a v zadní části hradu se dochovala v původní šířce okolo tří metrů.
Hrad stojí na ostrohu nad Křetínským potokem. Přístupová cesta překonala šíjový příkop, obešla hradní jádro až k závěru ostrohu, kde se prudce zatočila k bráně, dochované v podobě pozdně goticky upraveného rizalitu. V čele hradního jádra stojí bergfrit s břitem a severně od něj obdélný palác. Zastavěn byl nejspíše celý obvod nádvoří, protože v 16. století zbývalo jediné místo pro nový palác v čele hradu mezi plášťovou hradbou a břitem bergfritu.
Podoba bergfritu je neobvyklá existencí dvou vstupů v úrovni prvního a druhého patra. Přízemí je přístupné pouze otvorem v podlaze prvního patra, jehož prostor byl klenut zděnou kupolí. Vyšší patra měla trámové stropy a pohyb mezi nimi umožňovala žebříkovitá schodiště. Jediné okénko se nachází ve třetím patře. Přízemí s průměrem 1,9 metru je tvořeno nerovným skalním podložím s převýšením v interiéru o 1,2 metru a v jihovýchodní zdi se nachází asi 0,7 metru široký a 0,3 metru hluboký výklenek nejasného účelu.
Palác býval v přízemí trojprostorový a vyšší úrovně se členily nejspíše na dvě místnosti. Dochovaná podoba budovy je výsledkem prodloužení směrem k východu a klasicistních úprav. Středověké konstrukce jsou patrné pouze v přízemí a ve sklepě pod západní částí paláce. Z přízemních kleneb je původní pouze ta v prostřední prostoře, ostatní klenby jsou mladší. Do přízemí se vstupovalo ve východní části paláce směrem od jihu po strmém schodišti z nádvoří, kde se dochovala dvojice za sebou umístěných portálů. V severní zdi východní prostory je patrný zazděný portál, který zpřístupňoval chodbu, kterou se chodilo snad k prevétům.
Při pozdně gotických úpravách vzniklo vnější opevnění, které částečně nahradilo starší parkán. Jeho součástí byly čtyři polookrouhlé, dovnitř otevřené bašty, okrouhlá věž a trojúhelná bašta se zaoblenými nárožími, které umožňovaly boční palbu podél kurtin. V páté baště v čele hradu byla zřízena brána a před ní umístěno hospodářské zázemí.

## Expozice
| Rok  | Počet návštěvníků |
| ---- | ----------------- |
| 2016 | 54 696            |
| 2017 | 57 040            |

Hrad je přístupný od března do poloviny prosince. Mimo jiné disponuje hradní restaurací a penzionem. Hlavně v teplejším pololetí jsou zde pořádány četné kulturní akce, šermířská či divadelní vystoupení, koncerty apod. V rámci prohlídky venkovního areálu lze vystoupit na věž. V interiérech se nachází stylová instalace představující život na hradě ve druhé polovině 19. století. Přístupná jsou i sklepení a goticko-renesanční dům zbrojnošů.

## Hrad vkultuře
Na hradě i v podhradí se odehrává děj dětské knihy Tajemný hrad Svojanov aneb Paměti Františka Povídálka od Bohuslava Březovského. Hrad a jeho okolí inspirovaly také Jaroslava Vrchlického k napsání básní Svojanovské granáty, Světlušky pod Svojanovem a Svojanovský křižáček. Na hradě se též natáčel hudební dokument Gypsy Celebration 2005 o festivalu romské hudby.